# Barbu corbin
Psilopogon corvinus
Espèce
Statut de conservation UICN

 LC  : Préoccupation mineure
Le Barbu corbin  (Psilopogon corvinus, anciennement Megalaima corvina) est une espèce d'oiseaux de la famille des Megalaimidae, endémique de Java (Indonésie).